# Iris henryi
Iris henryi är en irisväxtart som beskrevs av John Gilbert Baker. Iris henryi ingår i släktet irisar, och familjen irisväxter. Inga underarter finns listade i Catalogue of Life.